# 登米大橋
登米大橋（とよまおおはし）は、宮城県登米市登米町に位置する、一級河川旧北上川に架かる国道342号の河川橋梁である。

## 歴史
1774年（安永3年）の風土記によれば、この時の寺池村には21艘の船があり、これらが渡し船として使われていたという。明治時代になっても、登米は河川舟運における船場の一つだったが、時には水難事故が起こり、また現在の東北本線の前身である日本鉄道が開通すると北上川の舟運は次第に衰退していった。
ここに橋が架けられたのは1917年（大正6年）である。山田義三郎等の有志が架橋組合を組織し、長さ117間の舟橋で登米町上町と日根牛舟場を繋いだ。この舟橋は来神橋と呼ばれ、1926年（大正15年）になると登米町がこれを買収して運用することになった。しかし舟橋は、洪水や流氷が発生した際に撤去しなければならず不便だった。固定橋が望まれるようになり、陳情と請願が行われるようになった。また、橋の管理は後に宮城県によって行われるようになった。
固定橋への架け替えは太平洋戦争中に行われた。日本全国で鉄材が不足する中、当時鉄鋼販売統制株式会社社長であった登米出身の渡辺政人が「本土決戦への備え」を主張して政府から便宜を引き出したことや、義務的な就労を強いられた女性達の尽力もあり、延長310メートル、幅4.8メートル、コンクリート床版橋（RCT桁）の登米大橋が1945年（昭和20年）5月に完成した。これによって、舟橋の撤去と設置という不便は解消され、登米町は志津川や気仙沼方面と安定的に結ばれることになった。1969年（昭和44年）12月には橋の下流側に幅1.5メートルの人道橋が併設された。
1978年（昭和53年）6月、宮城県沖地震によって橋の上部工に亀裂が生じ、2トン以上の車両の通行禁止措置が取られた。登米大橋は改修されることになり、1979年（昭和54年）7月から工事が行われ、同年12月に竣工した。これによって登米大橋は、延長306.35メートル、車道幅7メートル、歩道幅2メートルの鋼床版鈑桁橋（3径間連続3連・4径間連続1連）に生まれ変わった。

## 周辺
北上川の西岸、登米大橋の北側に「芭蕉翁一宿之跡」がある。ここは元禄2年、松尾芭蕉が「おくのほそ道」行脚の折、登米で一宿した検断屋敷跡である。また、北上川東岸の国道342号に沿って桜並木がある。昭和30年前半に植えられたソメイヨシノであり、開花すると約1キロメートルの桜のトンネルとなる。
- 旧登米高等尋常小学校校舎（教育資料館）[4]
- 水沢県庁記念館[4]
- 警察資料館[4]
- 蔵の資料館
- 宮城県登米高等学校
- 登米市立登米中学校
- 登米市立登米小学校
- 登米幼稚園
- 春蘭亭[4]
- 登米神社[4]